# Alfonso López Malo
Alfonso Alberto López Malo (Sevilla, noviembre de 1966) es un policía español, general de Brigada de la Guardia Civil que se desempeña Mando de la Jefatura de la Policía Judicial de la Guardia Civil (una de los dos cuerpos de Policía Judicial de España) y anteriormente dirigió la Unidad Central Operativa de la Guardia Civil, dependiente de la misma Jefatura.

## Biografía
Alfonso López Malo nació en noviembre de 1966 en Sevilla (España). Ingresó en la Guardia Civil en 1987, siendo destinado a los servicios de Información del cuerpo armado durante la mayor parte de su carrera, salvo por un periodo en el que estuvo adscrito a la Jefatura de Enseñanza con el rango de comandante (OF-3).
En septiembre de 2017, fue ascendido a coronel (OF-5), siendo nombrado jefe de Asuntos Internos.
Uno de los casos más relevantes llevado directamente por López Malo fue el del crimen de Lucía Garrido, concluido en 2024 sobre el suceso ocurrido el 30 de abril de 2008 en la finca «Los Naranjos» de Alhaurín de la Torre (Málaga, España), en el que una trama de tráfico de especias exóticas que implicaba a policías desencadenó el asesinato de Garrido por su exmarido Manuel Alonso y la ayuda de un conocido delincuente local, Ángel Vaello. El crimen inspiró la serie documental de 2021 producida por RTVE, Lucía en la telaraña.
En octubre de 2021, con el ascenso a general de Brigada (OF-6) de Francisco Javier Sánchez Gil, el hasta entonces coronel al frente de la Unidad Central Operativa (UCO) desde que en 2018 el ministro del Interir Fernando Grande-Marlaska destituyera a Manuel Sánchez Corbí por «pérdida de confianza», el puesto de jefe de la UCO quedó vacante, al ser un cargo ocupable por oficiales de rango OF-4 u OF-5, siendo Sánchez Gil ascendido a otro mando, en concreto el de la Jefatura de Armas, Explosivos y Seguridad de la Dirección General de la Guardia Civil el 28 de octubre de 2021.
El 3 de noviembre de 2021 el hasta entonces jefe de Asuntos Internos que había controlado a los miembros del cuerpo fue nombrado jefe de la Unidad Central Operativa, encargada de la investigación y persecución de las formas más graves de delincuencia y crimen organizado.
En junio de 2023 fue ascendido a general de Brigada y, al igual que su predecesor en la UCO, tuvo que dejar el puesto para ser nombrado en un cargo de mayor responsabilidad. Su sucesor al frente de la UCO fue el coronel Rafael Vicente Yuste Arenillas, mientras que él fue nombrado al frente de la Jefatura de la Policía Judicial de la Guardia Civil, el órgano del que dependen la UCO, la Unidad Técnica de Policía Judicial y el Servicio de Criminalística de la Guardia Civil, en sustitución de Ángel Alonso Miranda, cesado el 3 de junio de 2023 para pasar a situación de reserva.
En los mismos meses, el gobierno de Pedro Sánchez a través del ministro del Interior Fernando Grande-Marlaska propuso a López Malo para ocupar la dirección del Centro de Análisis y Operaciones Marítimas en materia de Narcotráfico (MAOC-N, por sus siglas en inglés) con sede en Lisboa, a donde tendría que trasladarse de ser nombrado. Sin embargo, los socios europeos eligieron al candidato neerlandés Sjoerd Top. Algunos medios como Okdiario han apuntado que esta maniobra tenía como fin apartar al hasta entonces jefe de la UCO en los plazos en los que se había comenzado a investigar tramas de corrupción que afectaban al gobierno socialista en referencia al Caso Mediador, del que luego se han destapado asuntos que han producido el Caso Koldo.
En 2024, el teniente general (OF-8) de la Guardia Civil, Manuel Llamas Fernández, director adjunto operativo, máximo mando del cuerpo y cargo de confianza del ministro del Interior Fernando Grande-Marlaska, envío un mensaje a un grupo de la aplicación de mensajería WhatsApp en el que decía: «Buenos días, Alfonso. Échale un ojo a esto y luego hablamos» seguido de un enlace a una noticia de The Objective titulada La Guardia Civil examina dos discos duros de Ábalos con «información sensible» sobre ‘el 1’. Según los medios, el mensaje en realidad era para Alfonso López Malo, responsable superior de la UCO, enviado por error al grupo de la aplicación de mensajería. Con ello, Llamas, por posible indicación del ministro, querría informarse de lo aparecido en las primeras informaciones del caso Koldo.
En mayo de 2025 acudió a la reunión organizada por Mercedes González Fernández, directora general de la Guardia Civil, junto a Manuel Llamas Fernández y Rafael Vicente Yuste para mostrar el apoyo al teniente coronel (OF-4) Antonio Balas, jefe del Departamento de Delincuencia Económica de la UCO después de que saliesen a la luz conversaciones en el marco del Caso Leire Díez en el que la «fontanera del PSOE», María Leire Díez Castro, expresaba de manera figurada «Si está muerto, mejor», en referencia al teniente coronel Balas.